# Thassilo Krug von Nidda
Karl Heinrich Thassilo Krug von Nidda (* 25. April 1814 in Parey; † 10. März 1871 in Stettin) war ein preußischer Generalmajor.

## Leben

### Herkunft
Thassilo entstammte dem Adelsgeschlecht Krug von Nidda. Er war der Sohn des Kreisdeputierten Friedrich Ludwig August Karl Krug von Nidda (1778–1836) und dessen Ehefrau Sophie Justine Emilie Wilhelmine, geborene von Spitaell von Krechting (1783–1842).

### Militärkarriere
Nidda besuchte die Kadettenhäuser in Potsdam sowie Berlin und wurde anschließend am 10. August 1831 als Portepeefähnrich dem 6. Kürassier-Regiment (gen. Kaiser von Russland) der Preußischen Armee überwiesen. Dort am 11. August 1832 zum Sekondeleutnant befördert, wurde er am 12. März 1844 dem 8. Kürassier-Regiment aggregiert. Vom 7. Dezember 1844 bis zum 8. Juni 1848 war Nidda zur 4. Artillerie-Brigade kommandiert und diente in der 8. Batterie in Erfurt. Während dieser Zeit wurde er am 16. Juli 1846 zum Premierleutnant befördert. Als Führer einer Eskadron nahm er im November 1848 an der Niederschlagung revolutionärer Unruhen in Erfurt teil und wurde dabei an der Hand verwundet. Im folgenden Feldzug 1849 gegen Aufständische in Baden war Nidda als Adjutant bei der kombinierten Division „Schack“ und nahm am Gefecht am Federbach sowie der Einnahme von Rastatt teil. Für seine Leistungen mit dem Roten Adlerorden IV. Klasse mit Schwertern ausgezeichnet, wurde Nidda am 13. November 1849 zum Rittmeister befördert und zum Eskadronchef im 8. Kürassier-Regiment ernannt. Als Major und etatsmäßiger Stabsoffizier folgte am 11. August 1857 seine Versetzung nach Trier in das 9. Husaren-Regiment. Bei der Mobilmachung anlässlich des Sardinischen Krieges wurde Nidda mit der Führung des 9. Landwehr-Husaren-Regiments beauftragt. Am 12. Mai 1860 beauftragte man ihn mit der Führung des 2. kombinierten Dragoner-Regiments. Kurz darauf wurde Nidda am 1. Juli 1860 zum Kommandeur des Magdeburgischen Dragoner-Regiments Nr. 6 ernannt, dessen Stab in Schmiedeberg stationiert war. In dieser Funktion am 18. Oktober 1861 zum Oberstleutnant sowie am 23. Juni 1864 zum Oberst befördert, wurde Nidda 1865 mit dem Regiment zu den Besatzungstruppen in die Herzogtümer Schleswig und Holstein verlegt.
Während des Deutschen Krieges 1866 nahm Nidda bei der Brigade „von Flies“ am Mainfeldzug teil. Als Führer einer kombinierten Kavalleriebrigade, bestehend aus zwei Eskadronen des 10. Landwehr-Husaren-Regiments, einer Eskadron des 2. Rheinischen Husaren-Regiments Nr. 9 sowie seines bisherigen Dragonerregiments, kam er im Gefecht bei den Hettstädter Höfen zum Einsatz und musste dabei erhebliche Verluste hinnehmen.
Unter Stellung à la suite seines Regiments wurde Nidda nach dem Friedensschluss am 12. September 1866 zum Kommandeur der 3. Kavallerie-Brigade in Stettin ernannt und kurz darauf mit dem Kronenorden II. Klasse mit Schwertern ausgezeichnet. Am 22. März 1868 folgte seine Beförderung zum Generalmajor und am 11. September 1869 erhielt Nidda den Roten Adlerorden II. Klasse mit Eichenlaub. Während des folgenden Krieges gegen Frankreich war er ab 30. August 1870 Kommandeur der 1. Reserve-Kavallerie-Brigade im XIV. Armee-Korps und nahm an der Belagerung von Straßburg teil. Nach dem Vorfrieden von Versailles wurde Nidda am 9. März 1871 unter Verleihung des Eisernen Kreuzes II. Klasse mit Pension der Abschied gewährt. Er verstarb bereits einen Tag später an Entkräftung infolge der Kriegsstrapazen.

### Familie
Nidda verheiratete sich am 1. August 1850 in Mainz mit Auguste Wilhelmine Georgine von Schack (1829–1914). Sie war die Tochter des späteren preußischen Generals der Infanterie Hans Wilhelm von Schack (1791–1866) und Ehrendame des Louisenordens. Aus der Ehe ging der Sohn Hans Thassilo (* 15. Oktober 1867 in Stettin) hervor. Er schlug wie sein Vater eine Offizierslaufbahn in der Preußischen Armee ein und brachte es bis zum Oberst.